# Carlos Mancinelli
Carlos Mancinelli es un músico argentino nacido en la ciudad de La Plata, provincia de Buenos Aires, el 9 de febrero de 1971. Comenzó sus estudios musicales a los siete años en el Conservatorio Rossini de Paula, de Capital Federal, eligiendo la guitarra como instrumento. Estudió canto lírico con el Maestro Mario Monachesi, complementándolo en canto popular con las profesoras Elda Juárez y Verónica Condomí. Estudió armonía con el Maestro Enrique Gerardi y composición y arreglos con el Maestro Gabriel Senanes. Actualmente continúa su entrenamiento vocal con la profesora Susana Naidich.
Reconocido por su talento y por la profundidad de su voz, desde sus comienzos tuvo una clara inclinación por la música popular folklórica, que lo llevó a realizar actuaciones en importantes escenarios de su país y Latinoamérica. En sus dos primeros discos, “Tocando al Frente” y “Huellas del Alma”, interpreta temas de distintos autores latinoamericanos como Alfredo Zitarrosa, Julio Lacarra, Jorge Marziali, Chico Buarque, Jorge Fandermole, Osmar Maderna, Fernando Cabrera, Jaime Roos, entre otros; y en su tercer disco “Tangos y Canciones” junto al pianista Luis Castillo incursiona en el tango, interpretando varios clásicos del repertorio nacional como “Volver”, “Soledad” y “Golondrinas” de Carlos Gardel y Alfredo Le Pera. 
En 2010 edita “Venidero”, y retomando la marcada línea folklórica de aquel primer álbum, nos regala un disco intenso y con un profundo mensaje, que lo encuentra en su mejor momento, y en el que participan Jorge Giuliano en guitarra, Pablo Giménez en bajo, Marcelo Perea en piano, arreglos y dirección, y Facundo Guevara en percusión. “Venidero” se graba entre agosto y septiembre de 2010 con los ingenieros Jorge “Portugués” Da Silva y Alejandro Saro en los míticos Estudios ION de Buenos Aires. 

## Biografía
Carlos Mancinelli nace en la Ciudad de La Plata y, con tan solo siete años, comienza sus estudios musicales en el Conservatorio Rossini de Paula, de Capital Federal, eligiendo perfeccionarse en la ejecución de la guitarra. Es la misma música la que lo lleva, tiempo después, a estudiar canto lírico con el Maestro Mario Monachesi, desarrollando así una sólida técnica vocal que hoy en día puede apreciarse como fuerte sustento en su abordaje de la canción folklórica y popular.
Más adelante complementa la técnica adquirida estudiando interpretación del canto popular con las profesoras Elda Juárez y Verónica Condomí. Ha estudiado armonía con el Maestro Enrique Gerardi y composición y arreglos con el Maestro Gabriel Senanes. Actualmente continúa su entrenamiento vocal con la profesora Susana Naidich.
Reconocido por su talento y por la profundidad de su voz, desde sus comienzos tuvo una clara inclinación por la música popular folklórica, que lo llevó a realizar actuaciones en importantes escenarios de su país y Latinoamérica, iniciando su firme trayectoria al resultar ganador en el rubro solista masculino del Festival Regional de Folklore City Bell ’87.
A lo largo de su carrera recorre las provincias de Buenos Aires, Córdoba, Santa Fe, San Luis, Corrientes, Misiones, Entre Ríos, La Pampa, Neuquén y Río Negro, participando de varios de los más destacado festivales de nuestro país, como ser el Festival Nacional del Folklore de Cosquín, Festival de Baradero, Festival del Canto y la Danza de Brandsen, Fiesta de la Rosa en San Pedro, Festival de la Energía de Yaciretá en Ituzaingó, Festival Nacional del Trabún en San Martín de los Andes, Fiesta de la Corvina Negra de San Clemente, entre muchos otros.
Ha llevado su música al exterior en diversas ocasiones: en 2004 participa del Primer Congreso Argentino de Cultura de las Tres Fronteras, organizado por las Secretarías Nacionales de Cultura de Argentina, Brasil y Paraguay; en 2007 es invitado por la Red Cultural del Mercosur para representar a nuestro país en la Semana Argentina en Santa Cruz de la Sierra, Bolivia; y en 1992 y 2009 visita Uruguay y Chile bajo su propia producción.
Este músico platense, dedicado a interpretar con su voz temas del repertorio popular argentino y latinoamericano, graba en el año 1992 “Tocando al Frente”, su primer CD, luego de una amplia trayectoria por los escenarios de su ciudad en la provincia de Buenos Aires. Para este primer trabajo, y con 21 años de edad, elige un repertorio que incluye temas de Jorge Milikota, Julio Lacarra, Alfredo Zitarrosa, Jaime Roos, Armando Tejada Gómez, Teresa Parodi y Zito Segovia entre otros, dejando su sello particular en los arreglos y la interpretación de las canciones.
Continuando con su carrera, y luego de haber recorrido buena parte del país participando en destacados festivales y medios de comunicación, entre 2001 y 2002 graba su segundo CD titulado “Huellas del Alma”, un disco con un repertorio osado por la mezcla entre canciones inéditas y temas de autores como Chico Buarque, Isabel Parra y Osmar Maderna entre otros, en versiones insufladas con un aire de calidez y simpatía, en una voz cristalina y de gran expresividad; editado por el sello discográfico Aquario. 
En el año 2003 lanza, junto al pianista Luis Castillo, su tercer disco “Tangos y Canciones”, donde incursiona en el tango interpretando varios clásicos del repertorio nacional como “Volver”, “Soledad” y “Golondrinas” de Carlos Gardel y Alfredo Le Pera.
“Venidero”, su cuarto álbum, llega en 2010 para consolidar su trayectoria y mostrarnos a un Carlos Mancinelli en su mejor momento, maduro y comprometido en una propuesta clara y bien lograda.
Con un repertorio audaz y sentido en el que confluye la obra de grandes referentes de la canción y una marcada inclinación folklórica, resulta un disco intenso y sublime, cargado de imágenes, colores, aromas, y un devenir de ritmos que se presta a escuchar una y otra vez.
La expresiva voz de Carlos Mancinelli dialoga enérgicamente con una base más que sólida que cuenta con la destacada participación de Jorge Giuliano en guitarra, Pablo Giménez en bajo, Facundo Guevara en percusión y Marcelo Perea en piano, arreglos y dirección. El plantel de músicos invitados tampoco pasa desapercibido: Damián Bolotín en violín, Nicolás Rossi en violoncello, Víctor Carrión en vientos, Néstor Acuña en acordeón y Walther Castro en bandoneón.
“Venidero” se grabó y mezcló en los míticos Estudios ION con los ingenieros Jorge “Portugués” Da Silva y Alejandro Saro entre agosto y septiembre de 2010.

## Discografía
“Tocando al Frente” - 1992
1. Amándote (Jaime Roos)
2. Señora de clase media (Jorge Milikota)
3. Destino de pobre (Zitto Segovia)
4. Coplas al compadre Juan Miguel (Alfredo Zitarrosa)
5. Zamba del laurel (Armando Tejada Gómez y Gustavo Leguizamón)
6. Siglo XXI (Luis Eduardo Aute)
7. Definición de la patria (Julio Lacarra)
8. K.O. González (Zitto Segovia)
9. Chamarra de las villas (Teresa Parodi y Enrique Llopis)
10. Desarraigo (Oscar Taberniso)
”Huellas del Alma” - 2002
1. Solo se trata de vivir (Lito Nebbia)
2. Buscando al sol (José Ceña)
3. Alma mía (María Grever)
4. Los trasnochados (Diego Dana)
5. Bebes del río (Pedro Guerra)
6. Óleo de una mujer con sombrero (Silvio Rodríguez)
7. Tema tuyo (Lalo Chalde)
8. Como un rayo de sol (Isabel Parra)
9. Pequeña (Osmar Maderna)
10. Todos los días un poco (León Gieco)
11. Valsinia (Chico Buarque)
”Tangos y Canciones” - 2003 
1. Volver (Carlos Gardel y Alfredo Le Pera)
2. Soledad (Carlos Gardel y Alfredo Le Pera)
3. Golondrina (Carlos Gardel y Alfredo Le Pera)
4. Niebla del riachuelo (Juan Carlos Cobián y Enrique Cadícamo)
5. Nada (José Dames y Horacio Sanguinetti)
6. Como dos extraños (Pedro Laurenz y José María Contursi)
7. Vete de mí (Virgilio Espósito y Homero Espósito)
8. La flor de la canela (Chabuca Granda)
9. La Carbonera (Los Hermanos Ábalos)
10. La añera (Atahualpa Yupanqui y Nabor Córdoba)
11. Parte del aire (Fito Páez)
12. Pequeña (Osmar Maderna)
”Venidero” - 2010
1. El Cigarrito (Víctor Jara)
2. Tocando al Frente (Renato Teixeira)
3. Cardo o Ceniza (Chabuca Granda)
4. Par Mil (Ricardo Mollo / Diego Arnedo)
5. Palabras para Julia (José Agustín Goytisolo)
6. Piropo (Jaime Roos)
7. La casa de al lado (Fernando Cabrera)
8. El Dominguero (Oscar Valles)
9. Ese amor que yo sentí (Marcelo Perea)
10. Construcción (Chico Buarque)
11. De un mundo raro (José Alfredo Jiménez)
12. Salí (Marcelo Perea)
13. Una palabra (Carlos Varela)

## Prensa
“Con esta producción discográfica, Carlos Mancinelli se arrima a cada tema de este CD de una manera cariñosa, como si se tratara de canciones muy queridas; (...) la mayor riqueza está en los títulos que uno no espera encontrar dentro de este cancionero o en algunas versiones de joyitas que ha valido la pena rescatar (“Tocando al frente”, en castellano, “Par mil”, “Una palabra” y “Ese amor que yo sentí”, entre otras). La instrumentación mínima y los músicos que eligió para este proyecto son otros de los aciertos de Venidero.” Mauro Apicella – Diario La Nación
“El gesto de este cantante y guitarrista es un manifiesto de amor a la canción, puesta en primer plano en este trabajo. El repertorio apunta certeramente a canciones bellas en letra y música, más allá de su origen: Jaime Roos y Chico Buarque, Víctor Jara y Divididos, suenan bien tratados, cuidados y asumidos con expresividad propia. Jorge Giuliano, Facundo Guevara, Pablo Giménez, Marcelo Perea (piano, arreglos y dirección) y Damián Bolotín son algunos de los buenos músicos que tocan con Mancinelli”. Karina Micheletto – Página/12
“Muy contento y emocionado por versión tan excelente. La voz, los músicos, la atmósfera, todo me pareció hermoso y justo. Gracias. Aquel que es autor sabe lo lindo que es que un colega elija una canción de uno para interpretar”. Fernando Cabrera (autor de “La casa de al lado”) – Uruguay
“…La osadía de Carlos Mancinelli de intercalar en su repertorio temas de Chico Buarque y Osmar Maderna, de Isabel Parra, León Gieco, Silvio Rodríguez y algunas canciones inéditas, merece ser reconocida. Básicamente, porque el cantante se mantiene fiel a los versos y las melodías originales pero consigue insuflarle a sus versiones un aire de calidez y simpleza que no hace más que enriquecer el resultado final. Mancinelli es dueño de un registro cristalino, de gran expresividad, y su propuesta viene a renovar de algún modo el género melódico…” Diario Popular
“…La expresión personal, profundamente poética de Carlos Mancinelli respira una aireada atmósfera y se ilumina con una claridad meridiana. En “Huellas del Alma”, su segundo trabajo discográfico recrea un repertorio muy valioso…” Diario El Día
“…Una buena calidad en los arreglos y en las interpretaciones… El público respondió a cada interpretación con un fornido aplauso… Carlos Mancinelli; el nombre de un intérprete para recordar.” ETC Magazine

## Otros
Coordina, en el año 2004, el Primer Festival Internacional de Cultura de las Tres Fronteras, organizado por las Secretarías de Cultura de Argentina, Brasil y Paraguay, un espacio pensado como un observatorio cultural para contribuir en el fortalecimiento de los vínculos de unión y amistad entre los pueblos.
En el año 2005 realiza el Posgrado en Gestión Cultural de la Universidad FLACSO.
En el marco del Primer Congreso Argentino de Cultura llevado a cabo del 25 al 27 de agosto de 2006 en el Teatro Auditórium de Mar del Plata, se desempeña como Coordinador de Foros, de los cuales se desprenden las conclusiones finales del mismo.